# The Lion and the Cobra
The Lion and the Cobra (Lev a kobra) je debutové album irské zpěvačky Sinéad O'Connorové, vydané 4. listopadu 1987.

## Název
Název desky odkazuje na slova 91. žalmu „You will tread upon the lion and the cobra“ (česky, v překladu Bible kralické „Po lvu a bazilišku choditi budeš a pošlapáš lvíče i draka“), která v úvodu písně Never Get Old recituje irsky zpěvačka Enya.

## Obal
Na obalu je fotografie Sinéad O'Connorové, kterou pořídila zpěvačka Kate Garnerová. V Evropě se prodávala verze s výrazně emotivní grimasou, ale pro americký trh byl zvolen tradiční portrét.

## Hudba
Styl desky propojuje rockové písničkářství s prvky elektronické hudby. Všemu dominuje expresivní zpěv O'Connorové. Ta napsala všechny texty a většinu hudby (spoluautory některých skladeb byli zpěvaččin manžel Jack Reynolds, kytarista Kevin Mooney a houslista Steven Wickham, kteří na desce také hráli). Album obsahuje singlový hit Mandinka, který se dostal do TOP 20 britské hitparády.

## Další informace
Dosud se prodalo po celém světě dva a půl milionu kusů tohoto alba.
Interpretka byla nominována na Grammy za nejlepší ženský zpěv.
Sinéad O'Connorová nahrála toto album v sedmém měsíci těhotenství.

## Seznam skladeb
1. Jackie – 2:28
2. Mandinka – 3:46
3. Jerusalem – 4:20
4. Just Like U Said It Would B – 4:32
5. Never Get Old – 4:39
6. Troy – 6:34
7. I Want Your (Hands on Me) – 4:42
8. Drink Before the War – 5:25
9. Just Call Me Joe – 5:51